# Estrechos Del Guadalaviar
Estrechos Del Guadalaviar este o arie protejată (arie specială de conservare — SAC, sit de importanță comunitară — SCI) din Spania întinsă pe o suprafață de 2.246,57 ha, integral pe uscat.

## Localizare
Centrul sitului Estrechos Del Guadalaviar este situat la coordonatele 40°24′14″N 1°36′43″W / 40.4038°N 1.61208°V.

## Înființare
Situl Estrechos Del Guadalaviar a fost declarat sit de importanță comunitară în iulie 2000 pentru a proteja 5 specii de animale. Situl a fost protejat și ca arie specială de conservare în februarie 2021.

## Biodiversitate
Situată în ecoregiunea mediteraneană, aria protejată conține 7 habitate naturale: Păduri iberice de Quercus faginea și Quercus canariensis, Păduri endemice cu Juniperus spp., Grohotișuri termofile și vest-mediteraneene, Pante stâncoase calcaroase cu vegetație casmofită, Pajiști alpine și subalpine calcaroase, Lande oro-mediteraneene cu formațiuni endemice de grozamă, Pajiști alpine și boreale.
La baza desemnării sitului se află mai multe specii protejate:
- mamifere (3): vidră de râu (Lutra lutra), liliac cu aripi lungi (Miniopterus schreibersii), liliacul mic cu potcoavă (Rhinolophus hipposideros)
- nevertebrate (2): fluturele auriu (Euphydryas aurinia), Graellsia isabellae

Pe lângă speciile protejate, pe teritoriul sitului au mai fost identificate 1 specie de plante, 13 specii de păsări, 5 specii de amfibieni, 4 specii de mamifere, 1 specie de pești, 2 specii de reptile.